# Estandarte Real de Escocia

Estandarte Real de Escocia.

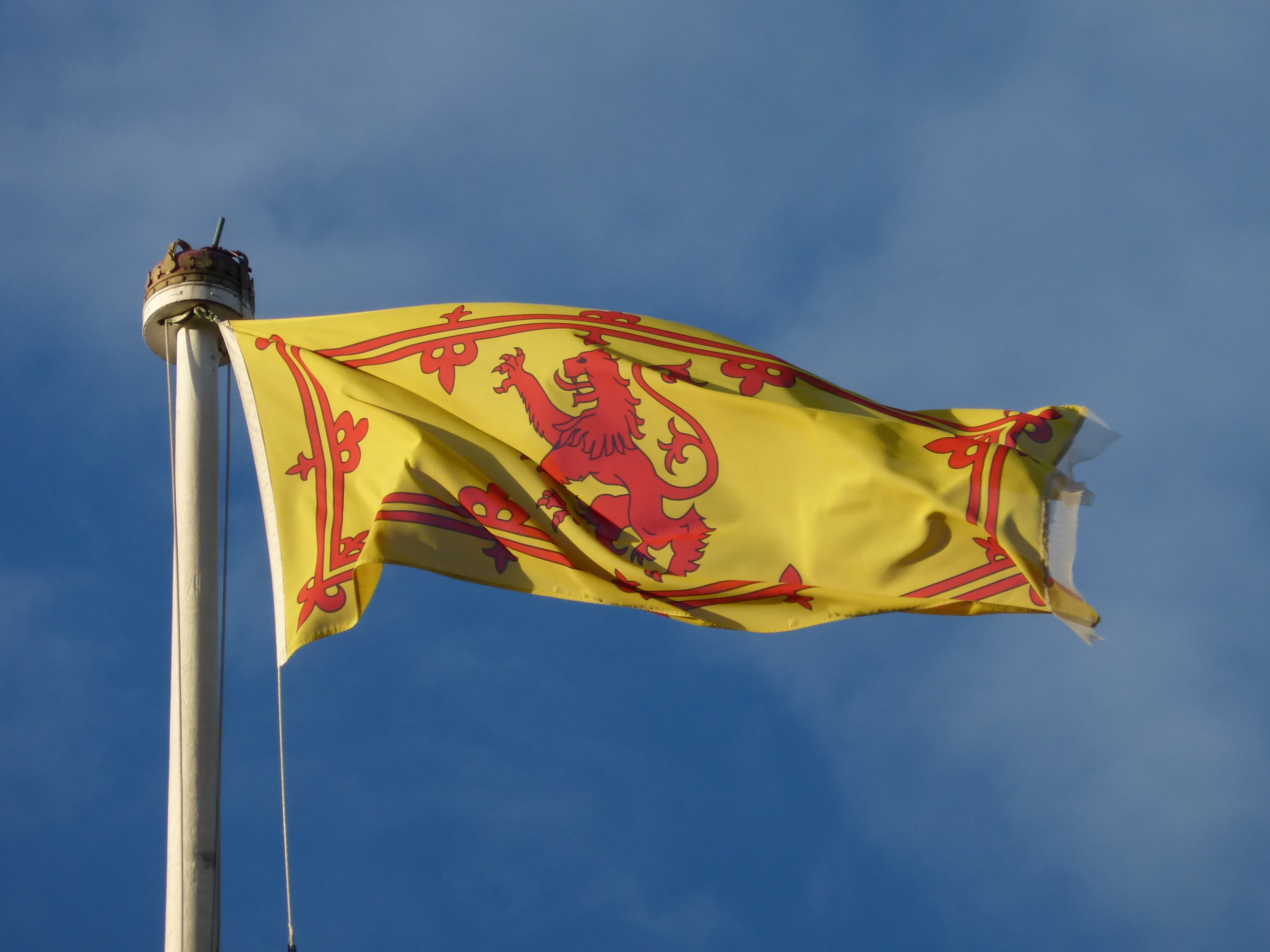
Estandarte Real de Escocia ondeando al viento en el Palacio de Holyrood.

El Estandarte Real de Escocia (en inglés Royal Standard of Scotland), también conocido como Royal Standard of the King of Scots ("Estandarte Real del Rey de los Escoceses") o más comúnmente como "León Rampante", es la bandera empleada históricamente por el Rey de Escocia. Se trata de la bandera heráldica basada en el escudo de armas del Reino de Escocia. 

## Historia
Se cree que el león fue adoptado como símbolo a comienzos del siglo XII por Guillermo I de Escocia, (conocido como "Guillermo el León"), pero no existen evidencias de su uso hasta 1222, fecha en la que apareció en el sello de su hijo, Alejandro II de Escocia. Un estandarte escocés más antiguo que se conserva representa a un dragón, símbolo que también empleó David I de Escocia en la Batalla del Estandarte de 1138

## Descripción y uso
El estandarte está formado por un "león rampante" de gules, linguado y uñado de azur, sobre un fondo amarillo o dorado, y rodeado de un doble trechor florado y contraflorado de gules.
Tras la unión de las coronas de Inglaterra y Escocia en 1603, el estandarte fue incorporado al Estandarte del Monarca Británico: el león rampante aparece en el primer y cuarto cuadrante en la versión que se emplea en Escocia, mientras que sólo aparece en el segundo en las versiones empleadas fuera de ella.
En la actualidad esta bandera se emplea oficialmente en las residencias Reales del Palacio de Holyrood y del Castillo de Balmoral cuando el rey Carlos III no está presente. La bandera también se emplea para representar a la Corona, así como al primer ministro de Escocia, los Lord Lieutenants, el Alto Comisionado de la Asamblea General de la Iglesia de Escocia o el Lord Lyon King of Arms. Como bandera personal del monarca, su uso está restringido por el Acta del Parlamento de Escocia de 1672 cap. 47 y 30 & 31 Vict. cap. 17. Hoy en día, sin embargo, el estandarte se emplea de forma no oficial como bandera de Escocia, especialmente en acontecimientos deportivos, y aunque este hecho es ilegal, nadie ha sido juzgado por ello.
El león rampante también aparece en el Estandarte del Ducado de Rothesay, título empleado por el hijo mayor del monarca de Escocia (actualmente, el príncipe Guillermo).